# Commentatio de Acaciis Aphyllis
Commentatio de Acaciis Aphyllis (abreviado Comm. Acac. Aphyll.) es un libro con ilustraciones y descripciones botánicas que fue escrito por el botánico alemán Heinrich Ludolph Wendland. Fue publicado en Hannover en el año 1820.